# تشارلز كاليب وارد
تشارلز كاليب وارد هو رسام كندي، ولد في 1831، وتوفي في 1896.